# Dolinka pod Sedielkom
Dolinka pod Sedielkom ( polsky Dolinka Lodowa německy Sattelpasstälchen maďarsky Kisnyereghágóvölgy je vyšné severozápadní údolí Malé Studené doliny, přesněji Kotliny Pěti spišských ples ohraničené severozápadním úsekem Prostredného hrebene, hlavním hřebenem od Široké veže po Malý Ledový štít a Ledovým hřebenem ve Vysokých Tatrách. 
Dolinka má rozlohu 0,5 km², je úzká a dlouhá. Je to kamenná pustina, tu a tam jen řídce pokrytá trsy trávy a alpskou vegetací. V její horní části se nachází malý ledovcový kar a v něm Modré pleso, nejvýše položené nevysychající tatranské jezero (2157 m n. m.). V dolinke, pro její celodenní zastínění, bývá často v letních měsících sníh. 

## Název
Vyplývá z polohy pod Sedielkom. 

## Turistika
Dolinky vede z Malé Studené doliny přes Sedielko do Javorové doliny  zeleně značený chodník a  žlutě značený chodník na Priečné sedlo a do Velké Studené doliny. 